# Physcomitrium repens
Physcomitrium repens là một loài Rêu trong họ Funariaceae. Loài này được (Hook.) Müll. Hal. mô tả khoa học đầu tiên năm 1851.